# Morro Vermelho (distrito de Caeté)
Morro Vermelho é um distrito do município histórico mineiro de Caeté. Com origem em fins do século XVII e ligação ao extinto arraial de Vira Copos, seu nome deriva do Morro de Santa Cruz, acidente geográfico ao longo da Estrada Real (especificamente do Caminho de Sabarabuçu) que, com sua distinta rocha avermelhada, servia de referência aos tropeiros e bandeirantes na região.

## História

### Formação inicial
O povoado de Morro Vermelho tem suas origens vinculadas aos primórdios da ocupação da própria região do atual município de Caeté. Seu surgimento está associado ao desaparecido arraial de Viracopos, local em que já se registravam, segundo o historiador Agostinho Marques em Passagens por "O Morro Vermelho", ocupações humanas desde meados de 1650. A fundação de Morro Vermelho teria ocorrido em torno de 1690, sendo o registro oficial relacionado à edificação de sua capela do ano de 1700. A chegada das primeiras expedições bandeirantes à localidade permanece incerta; contudo, desde o início do século XVIII o povoado passou a atrair numeroso contingente de garimpeiros, em decorrência da descoberta de importantes jazidas auríferas na região.
Segundo algumas tradições historiográficas, as primeiras incursões teriam sido lideradas por Leonardo Nardez, bandeirante paulista considerado o fundador de Caeté, que realizava a exploração de ouro nas imediações de aldeamentos indígenas situados às margens do Ribeirão do Inferno (atualmente conhecido como Juca Vieira). Outras fontes, por sua vez, atribuem as descobertas iniciais às bandeiras de Manuel de Borba Gato, genro do notório bandeirante Fernão Dias Paes Leme. Este teria se refugiado na região de Sabará e, nas proximidades, identificado uma grande quantidade de ouro de aluvião, mantendo tal descoberta em sigilo.
O processo de ocupação do território seguiu o ritmo da exploração do ouro, inicialmente ao longo do Ribeirão Comprido, que atravessa o povoado, e posteriormente nas encostas das elevações circundantes. A antiga capela foi substituída, em 1713, pela atual Igreja Matriz de Nossa Senhora de Nazareth; edificação esta erigida pelo capitão-mor Paulo Rodrigues Durão, pai do poeta frei Santa Rita Durão, autor de Caramuru. A Capela de Nossa Senhora do Rosário dos Pretos, de 1703, é a mais antiga edificação do distrito ainda de pé. O templo foi construído a pedido do ouvidor da Comarca de Sabará.